# Guido Carrer
Guido Carrer (Venezia, 16 novembre 1902 – Venezia, 11 ottobre 1984) è stato un pittore italiano.

## Biografia
Guido Carrer nacque a Venezia il 16 novembre 1902 da una famiglia veneziana di commercianti. Avviato da giovane agli studi tecnici, iniziò a lavorare presso il caffè "All'Angelo", dove resterà con i fratelli fino al 1942. In questo periodo iniziò a venire in contatto col panorama artistico veneziano. All'Angelo fondò un circolo di cultura, nella quale dal 1934 si terranno varie mostre d'arte. A frequentare il locale sono vari pittori lagunari: Neno Mori, Fioravante Seibezzi, Carlo Dalla Zorza, Eugenio Da Venezia e altri artisti del capoluogo veneto. Dal 1925 prese parte a varie collettive, soprattutto presso l'Opera Bevilacqua La Masa. Lo stesso anno fondò il giornale umoristico "La checca", esperienza che durò per 2 anni e lo vide collaborare tra gli altri coi poeti Eugenio Genero e Raffaello Michieli.
All'Angelo, nel 1938, venne organizzata la sua prima personale: espone soggetti veneziani e paesaggi di montagna di tendenza postimpressionista. Nel 1942 si iscrisse all'Istituto statale d'arte, dove si diploma: in quegli anni le partecipazioni a collettive sono varie, tra cui nel 1940, 1948 e 1950 alla Biennale di Venezia e nel 1939 alla III Quadriennale di Roma. 
Nel 1943 si tenne la sua seconda personale all'Opera Bevilacqua La Masa, esponendo in vedute veneziane e nature morte. Nel 1947, con altri 27 artisti, fondò il sodalizio della "Valigia". Nel 1949 sposò Antonietta Gardazzo. Intensissima è in questi anni la partecipazione a mostre regionali e nazionali: nel 1956 vinse la Medaglia d'oro al Premio Burano.
Morì l'11 ottobre 1984, a quasi 82 anni.

## Opere nelle collezioni
- Paesaggio lagunare - s.d., Galleria internazionale d'arte moderna, Venezia
- Veduta del Brenta - 1948, Collezione della Fondazione di Venezia, Torre di Mosto
- Conchiglie sulla spiaggia - 1963, Collezioni d'arte della Fondazione Cariplo, Milano